# 정오에서 3시까지
정오에서 3시까지(From Noon Till Three)는 미국에서 제작된 프랭크 D. 길로이 감독의 1976년 서부, 코미디, 멜로/로맨스 영화이다. 찰스 브론슨 등이 주연으로 출연하였고 M.J. 프랭코비치 등이 제작에 참여하였다.

## 줄거리
19세기 후반 미국 서부, 은행 강도단 일원인 그레이엄 도시는 동료들과 은행을 털 계획을 세우지만, 강도 시도 중 모두 죽는 악몽을 꾼 후 불안감을 느낀다. 설상가상으로 말까지 다치자, 그들은 과부 아만다 스타벅의 목장에서 말을 훔치려다 실패하고, 그레이엄은 동료들에게 거짓말을 해 세 시간 동안 아만다의 목장에 머무르기로 한다. 사실 그는 아만다를 탐내고 있었고, 그녀를 강압하려 하지만 그녀의 저항에 부딪힌다. 결국 그레이엄은 자신이 무능력한 척 속임수를 써 아만다의 동정을 얻어내 관계를 맺는다.
시간이 흐르면서 그레이엄과 아만다는 서로의 과거와 꿈에 대해 이야기하며 가까워진다. 그레이엄은 은행에서 일하고 싶어 하는 등 새로운 삶을 꿈꾸기도 한다. 그러던 중, 옆집 소년이 은행 강도 사건을 알리고, 아만다는 그레이엄에게 동료들을 도우러 가라고 설득한다. 사실은 그가 자신과 함께 있고 싶어서 그런 것이라는 것을 알지만 모른척 하고, 그레이엄은 동료들을 도우러 가는 척하다가 잠만 자려고 한다. 하지만 곧바로 보안관들이 나타나 그를 추격하고, 그레이엄은 도망치기 위해 이동 중인 치과의사와 옷을 바꿔입고 그의 말과 마차를 훔쳐 달아난다. 불행히도 치과의사는 그레이엄으로 오인되어 총에 맞아 죽고, 아만다는 그 시신이 그레이엄이라고 생각하여 기절한다. 그러나 그레이엄은 치과의사의 범죄 때문에 감옥에 갇히게 된다.
처음에는 마을 사람들에게 외면당했던 아만다는 그레이엄에 대한 자신의 진심을 담은 연설로 모두를 감동시킨다. 이들의 이야기는 소설, 연극, 노래 등 다양한 형태로 만들어져 전설이 되고, 아만다는 부자가 된다. 감옥에서 책을 읽던 그레이엄은 자신을 미화한 내용에 웃음을 터뜨린다. 출소 후 아만다를 만나러 간 그레이엄은 변장한 채 목장 투어에 참여한다. 그러나 아만다는 그를 알아보지 못한다. 그레이엄이 과거를 이야기하며 자신이 진짜라는 것을 증명하자, 아만다는 혼란스러워한다. 그레이엄의 생존이 알려지면 전설이 사라질까 봐 두려웠기 때문이다. 결국 아만다는 그레이엄을 총으로 겨누다가 마지막 순간에 자신을 쏘아 자살한다.
아만다를 잃은 그레이엄은 슬픔에 잠긴다. 어디를 가든 전설을 떠올리게 하는 것들이 나타난다. 술집에서 그들의 노래를 듣고, 연극을 보기도 하며, 심지어 자신이 그레이엄이라고 말해도 아무도 믿지 않는다. 결국 그는 정신병원에 수감되고, 그곳에서 자신을 믿어주는 동료들을 만나 안도감을 느낀다.

## 출연

### 주연
- 찰스 브론슨
- 질 아일랜드

### 조연
- 더글러스 포리
- 스탠 하즈
- 데이몬 더글러스
- 헥토르 모랄레스
- 버트 윌리엄스
- 데이비스 로버츠
- 벳티 콜
- 윌리엄 랜토
- 래리 프렌치
- 마이클 르클레어

## 제작진
- 원작자: 프랭크 D. 길로이
- 미술: 로버트 클랫워시
- 의상: 모스 마브리
- 배역: 레이첼 파버맨